# Ansa (regina)
Ansa (Brescia, ... – Liegi?, post 774) fu regina dei Longobardi e Regina consorte d'Italia nell'VIII secolo, quale moglie di Desiderio (756-774).

## Biografia

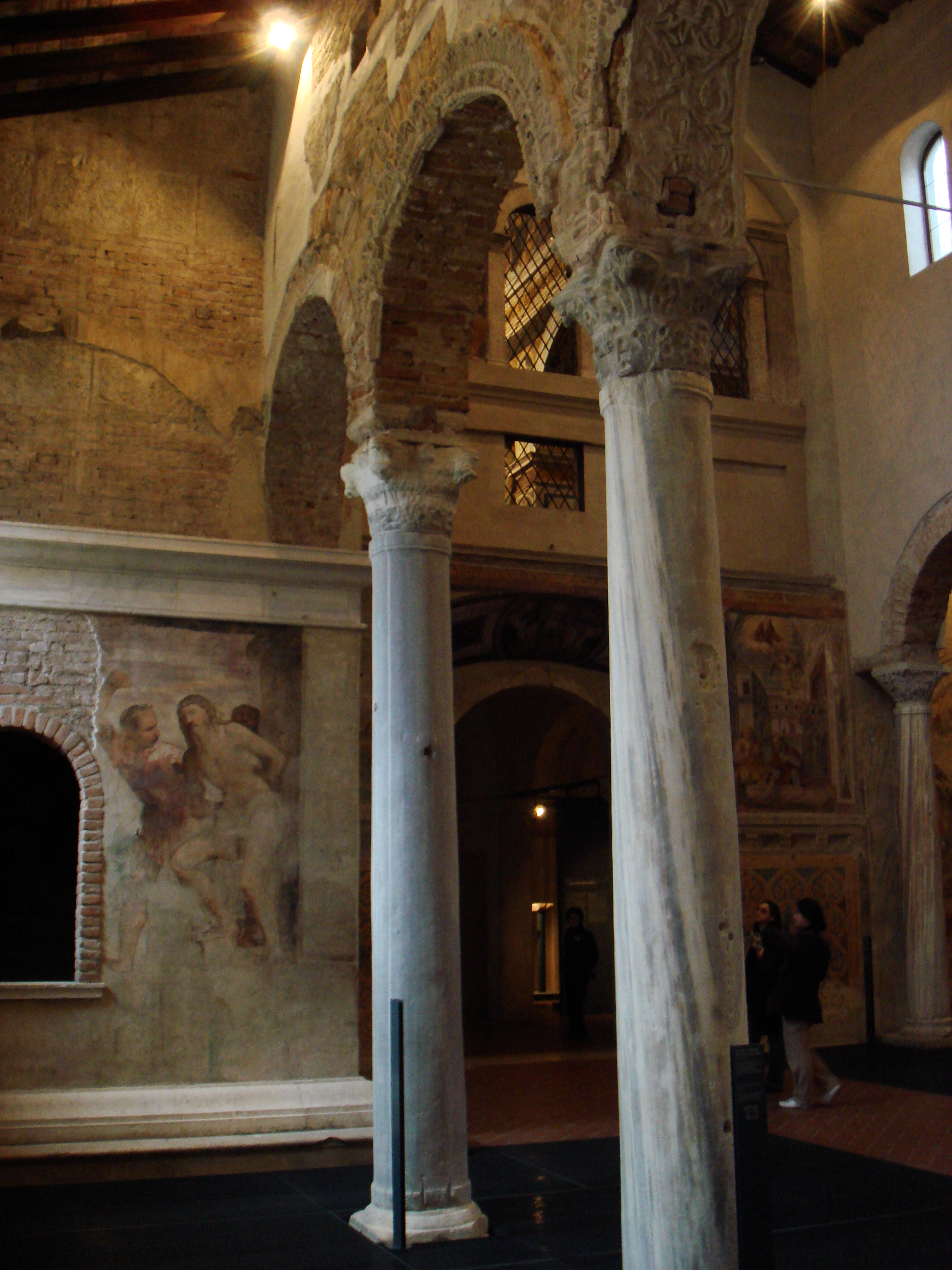
Chiesa di San Salvatore a Brescia, interno

Ansa apparteneva a una famiglia dell'aristocrazia bresciana ed era figlia di un nobile di nome Verissimo. Il nome latino non implica un'origine romano-italica, in quanto Romani e Longobardi, nell'VIII secolo, tendevano ormai a portare indifferentemente nomi germanici o latini. Sposò Desiderio probabilmente all'epoca di Liutprando e, nel 753, promosse la fondazione di un monastero, inizialmente intitolato ai santi Michele e Pietro.
Desiderio, intanto, era divenuto un personaggio autorevole e la coppia si trasferì prima a Pavia, presso la corte reale, quindi in Toscana, quando Desiderio divenne duca di Tuscia. Alla morte del re Astolfo, Desiderio riuscì a impadronirsi del trono.
Ansa, divenuta regina, collaborò attivamente con il marito, soprattutto in campo religioso. A Brescia, ampliò il monastero precedentemente fondato, che divenne il monastero di San Salvatore, lo dotò di un'eccezionale ricchezza e ne fece badessa la figlia Anselperga. Alla giurisdizione di San Salvatore fu sottomessa un'intera rete di complessi monastici tra Lombardia, Emilia e Toscana, come il monastero di San Felice a Pavia, creando una federazione direttamente controllata dal sovrano.
Nel 768 donò al monastero di Santa Cristina, situato presso il palazzo Reale di Corteolona, Menaggio e altri beni nel territorio di Como. Ansa, descritta come bellissima nell'epitaffio dettato da Paolo Diacono, fu attiva certamente anche in campo politico e presumibilmente contribuì alla politica matrimoniale che imparentò la monarchia longobarda con importanti potenze europee.
Quando i Franchi invasero il regno longobardo nel 773, Ansa si rinserrò nella capitale Pavia con il marito, che si arrese al re franco solo nel giugno del 774. Dopo la caduta del regno longobardo, Ansa fu rinchiusa, come Desiderio, in un monastero dell'Impero carolingio, a Liegi o forse a Corbie. Una tradizione locale vuole però che sia stata sepolta nel monastero da lei fondato, per cui è possibile che, dopo la morte del marito, Ansa, ormai anziana, abbia ricevuto il permesso di ritirarsi a Brescia.

## Discendenza
Ansa diede a Desiderio almeno cinque figli: un maschio e quattro femmine 
- Adelchi, sconfitto a Ivrea dai Franchi, riparò in Verona e si stabilì infine a Costantinopoli;
- Anselperga, badessa del monastero di San Salvatore;
- Desiderata, andata sposa a Carlo Magno;
- Adelperga, che sposò Arechi II, duca di Benevento
- Liutperga, che sposò Tassilone III di Baviera.